# Jan Bouwhuis
Jan Bouwhuis (Amersfoort, 1947) is een Nederlands persfotograaf. Hij wordt wel de stadsfotograaf van Tiel genoemd.

## Leven en werk
Bouwhuis is een zoon van de Tielse fotograaf Gerrit Bouwhuis en zijn vrouw Annie. Toen zijn vader werd uitgezonden naar Nederlands-Indië, was zijn moeder in verwachting van Jan en besloot bij haar ouders in Amersfoort te bevallen. Na de hereniging van het gezin keerde het terug naar Tiel, waar zijn ouders in 1958 een fotozaak openden.
Zoon Jan ging ging bouwkunde studeren aan de UTS in Den Bosch maar begon ook al jong met fotograferen. In 1964 startte zijn carrière als stadsfotograaf met een serie foto's van de heropening van de Sint-Maartenskerk na het herstel van de zware oorlogsschade. Vanaf 1967 werkte hij 32 jaar bij een aannemersbedrijf, dat hem de ruimte gaf om te fotograferen en een studie te volgen aan de fotovakschool. In 1975 haalde hij daar zijn vakdiploma en in 1999 werd hij fulltime fotograaf en videograaf. Zijn echtgenote had inmiddels haar middenstandsdiploma gehaald en het bedrijf Foto Jan Bouwhuis werd  ingeschreven bij de Kamer van Koophandel.
Bouwhuis bouwde een uniek archief op over de activiteiten en ontwikkelingen in Tiel vanaf 1945. In zestig jaar maakte hij meer dan een miljoen foto's. Vanwege het historische belang werd dit archief ondergebracht in het Regionaal Archief Rivierenland. Daaronder zijn veel luchtfoto’s die hij maakte uit vliegtuigjes, helikopters, een luchtballon, met een radiografisch bestuurde vlieger en sinds 2015 een drone. Bijna 170.000 foto's zijn opgenomen in de uitgebreide beeldbank op zijn website, die vrij te raadplegen is.
Hij werkte mee aan vele boeken, onder meer over het hoge water en de evacuatie van het Rivierenland in 1995, het Fruitcorso, de bouw van cultuurcentrum Zinder, de dijkversterking, de ombouw van het productieprocedé van Maasglas, en boeken van historicus Huub van Heiningen. Als videograaf maakt hij korte videoregistraties in de regio, onder meer van 1999 tot 2015 voor de nieuwsuitzendingen van Omroep Gelderland. Samen met anderen maakte hij de film Vrijheid aan de andere oever over de Waalcrossings, die op TV Gelderland werd uitgezonden. In 2015 kon hij wegens zijn leeftijd niet meer voor dagblad De Gelderlander werken, en begon de lokale nieuwssite De Tielenaar.
Ter gelegenheid van zijn zestigjarige jubileum als stadsfotograaf verscheen het boek Mooi en bijzonder - Zestig jaar fotografie in Tiel en omstreken door stadsfotograaf Jan Bouwhuis, met een overzicht van zijn werk in vijfhonderd foto's. Tegelijk vond in cultuurcentrum Zinder een expositie van zijn werk plaats.

## Prijzen
In 1988, 1991, 1995 en 2013 won Bouwhuis prijzen voor persfoto's die hij had ingezonden voor de Gelderland Persfoto / Gelderland Nieuwsfoto.

## Waardering
- 2005 - verkozen tot Tielenaar van het jaar.
- 2012 - Ridder in de Orde van Oranje-Nassau.
- 2013 - ambassadeur van Tiel.
- 2014 - erepenning van de Vereniging Oudheidkamer voor Tiel en Omstreken.
- 2024 - erepenning van de stad Tiel.[1][3]